# Квакеа
Квакеа (англ. Kwakéa или Qakea) — остров в островной группе Банкс (архипелаг Новые Гебриды) в Тихом океане. Принадлежит островному государству — Республике Вануату и входит в состав провинции Торба.
Расположен на севере провинции Торба. Находится к востоку от Вануа-Лава и севернее столицы государства Порт-Вила около 400 км. Пролив между Квакеа и Вануа-Лава, известен как пролив Дадли.
Население острова в 2009 году составляло 29 человек.

## История
Остров был куплен английскими поселенцами, Фрэнком и Элис Уитфордами в середине 1890-х годов у владельцев о. Вануа-Лава. Уитфорды организовали на острове пальмовую плантацию, просуществовавшую до сильнейшего урагана 25 ноября 1939 года, уничтожившего всё на острове. Сохранилось лишь семейное кладбище Уитфордов.
Муссонный климат. Средняя температура — 22°С. Самые теплые месяцы — март (23 °C), самый холодный месяц — сентябрь (22°C). Среднегодовые осадки — 3337 миллиметров.